# GI CLASSIC EX
GI CLASSIC EX（ジーワンクラシックイーエックス）は、コナミのメダルゲームで、競馬ゲームとして1998年に発売された。

## 概要
1997年のJRAレーシングプログラムに基づき、実在の芝の重賞レースを循環させてゲームを進めている。それに伴い、左回り右回り・内回り外回りを忠実に再現している。ちなみに馬・騎手は実在の名前をもじってある。GIIIは6・7頭立て、GIIは8頭立て、GIは10頭立てである。
中央のトラックフィールドを取り囲むようにして14席・16席のステーションがあり、そこでゲームを行う。ステーションには2つの画面があり、レース名・馬名・騎手・戦績・単勝オッズなどを表示している情報用のモニターと馬券を買う操作用のタッチパネルモニターがある。
ゲームは、単勝、枠連、馬連、出馬の4タイプからなり、単勝は2.0倍～999.9倍、枠連・馬連は2.0倍～2499.9倍までである。ボーナスポイント制度があり、馬券ゲームの配当がそのままポイントとなり、1000ポイント貯まると出馬ゲームの馬が1頭貰える。馬は選ぶことができない。馬は5頭までストックできる。
出馬ゲームは1レースごとに3頭の馬がオークションに出ており、レース中のみ買うことが出来る。
馬は年齢･性別があり、出走できるレースが限られている。
レースの登録料はない。
1レースに全てのステーションで3頭までしか出走できない。
2着以内に入賞すれば配当が貰えるが、着外の場合には馬の所有権を失う。
複数頭所持していても出馬を指示できるのは1頭のみである。
なお、レース中は次のレースの馬券を買うことが出来る。

## 関連記事
- GI CLASSIC
- GI CLASSIC WINDS
- GI LEADING SIRE
- GI WINNING SIRE
- GI TURFWILD

## 公式サイト
【製品紹介】G1 Classic EX リンクにBGMが聞けるサウンドルームあり